# G.I. Joe: Retaliação
G.I. Joe: Retaliation (bra/prt: G.I. Joe: Retaliação) é um filme estadunidense de 2013, continuação do filme G.I. Joe: The Rise of Cobra, dirigido por Jon Chu. Anteriormente a data de lançamento estava prevista para Agosto de 2012, mas foi adiada para 2013 devido a conversão para 3D.
O filme tem como base a popular coleção de bonecos G.I. Joe (Comandos em Ação, no Brasil) criada em 1963, mais tarde relançada em formatos diferentes. A expressão "G.I. Joe" significa "Global Integrated Joint Operating Entity".

## Sinopse
A trama gira em torno das pretensões militares dos Estados Unidos, que desobedecem um acordo internacional e continuam o desenvolvimento de ogivas nucleares. O esquadrão G.I. Joe, contrário ao projeto, é abandonado pelo presidente e acusado de traição. Enquanto vários membros, incluindo Duke Hauser (Channing Tatum), morrem em combate, os outros devem revidar e impor a força dos G.I. Joe contra o governo.

## Elenco

### G.I. Joe
- Dwayne Johnson como Marvin F. Hinton / Roadblock
- Ray Park como Snake Eyes
- Adrianne Palicki como Jaye Burnett / Lady Jaye
- D.J. Cotrona como Dashiell R. Faireborn / Flint
- Élodie Yung como Kim Arashikage / Jinx
- Bruce Willis como General Joseph Colton
- Channing Tatum como Conrad S. Hauser / Duke
- Joseph Mazzello como Mouse
- Ryan Hansen como Grunt
- Jim Palmer como Clutch

### Cobra
- Lee Byung-hun como Thomas "Tommy" Arashikage / Storm Shadow
- Luke Bracey como Comandante Cobra

- Robert Baker como a voz do Comandante Cobra

- Ray Stevenson como Firefly
- Arnold Vosloo como Zartan
- Matt Gerald como Zandar / Havoc

### Outros personagens
- Jonathan Pryce como o Presidente dos Estados Unidos
- Walton Goggins como Warden Nigel James
- RZA como Blind Master
- DeRay Davis como Stoop
- Joe Chrest como o Chefe de Gabinete da Casa Branca
- James Carville como ele mesmo
- Skai Jackson como filha de Roadblock

## Produção

### Desenvolvimento
Após o lançamento bem sucedido de G.I. Joe: The Rise of Cobra, Rob Moore, vice-presidente do estúdio Paramount Pictures, afirmou em 2009, que a sequência estava em desenvolvimento. Em janeiro de 2011, Rhett Reese e Paul Wernick , os escritores Zombieland, foram contratados para escrever o roteiro para a sequência. Anteriormente o nome citado para dirifir o longa-metragem era Jon Stephen Sommers, mas a Paramount Pictures anunciou em 25 de fevereiro de 2011 que Jon Chu vai dirigir a sequência.

### Fundição
Em janeiro de 2011, foi confirmado que Byung-hun Lee vai reprisar seu papel como o Storm Shadow na sequência. Channing Tatum e Ray Park também estão voltando ao filme como Duke e Snake Eyes, respectivamente. Rachel Nichols, a atriz que interpretou Scarlett no primeiro filme, disse que a maioria dos membros do elenco não vai voltar, exceto os três citados acima. Em março de 2011, Sienna Miller afirmou que ela não voltaria para sequência. Joseph Gordon-Levitt também confirmou que ele não vai voltar como Comandante Cobra no novo filme.

### Filmagens
As filmagens começaram em 15 agosto de 2011 em Louisiana e, terminaram em 24 de novembro de 2011. Em 22 de novembro de 2011, houve um acidente durante os trabalhos no set de filmagens, causou a morte de um membro da equipe técnica do filme. O trágico incidente aconteceu em New Orleans, quando Mike Huber, membro da equipe, foi derrubado de um andaime hidráulico.

### Música
O longa terá em sua trilha sonora uma canção inédita da banda Aerosmith. O roqueiro Steven Tyler revelou que a música Legendary Child poderá ser ouvida no filme. A música foi gravada em 1993 para o álbum Get a Grip, mas acabou ficando de fora e nunca foi lançada comercialmente. A música estará presente no próximo album do grupo.

## Recepção
O site Rotten Tomatoes relatou um índice de aprovação de 28%, com uma classificação média de 4,5/10 baseada em 161 comentários. No consenso do site diz: "Embora indiscutivelmente superior ao seu antecessor, GI Joe: Retaliation é sobrecarregado por sua ação sem parar e muito sem sentido e insípida para deixar uma impressão duradoura." No Metacritic, que atribui uma classificação média de 100 a opiniões de críticos convencionais, o filme recebeu uma pontuação média de 41%, o que indica "críticas mistas ou médias", com base em 31 críticos, que foi maior do que o pontuação média de 32% do primeiro filme.